# Kispereg
Kispereg (románul Peregu Mic) falu Romániában, Arad megyében. Közigazgatásilag Németpereghez tartozik.

## Fekvése
Aradtól 30 km-re nyugatra fekszik, a román-magyar határ mellett.

## Története
Kispereg történetét a Peregul Mic község és református egyház története című könyvében írta meg Szondy Géza református lelkész. A könyvben részletesen beszámol Kispereg 1655-től egészen 1936-ig történt eseményeiről, ám egyéb források által is megismerkedhetünk Kispereg történetével.
A véletlenszerű régészeti feltárások révén napvilágot láttak a bronzkorból és a Kr. u. II. századból (Kispereg) származtatható emberi települések nyomai, amelyeket a Kr. u. VI-VII. századból származtathatók követtek (Nagypereg).
Az írásos emlékek alig a XIII. századtól jegyzik Pereget. Az 1241. év nyarán történt mongol invázió pusztításairól szóló beszámolójában, a nagyváradi Rogerius mester kanonok azt meséli, hogy az ázsiai hódítók eredetileg megkímélték a Nova Villa Perg települést, később azonban visszafordultak, és lemészárolták mindazokat, akiknek nem sikerült elmenekülniük. A Kispereg északi szélén található földerődítmény nyomai kapcsolatba hozhatók a tatárok által ostromolt és lerombolt várral.
A Pereg középkori történelmére vonatkozó adatok rendkívül szűkszavúak és a possesio Perek 1320. évi, illetve a Perek falu 1520. évi létezésére utalnak. Egy XVII. századi kisperegi református parókia és egy ugyanazon kori temető írásos említése, amelyre a jelenlegi nagyperegi katolikus templom alapjának kiásásakor bukkantak, világos jelei annak, hogy a település létezése folyamatos volt a török hódoltság idején is.
A lakosság jelentős növekedésére 1774-1778 között kerül sor, amikor kb. 300 egyeki (Magyarország) református telepszik le Kisperegen.

„A valláshoz ragaszkodás miatt koldussá s bujdosóvá lett nép hithűségének igazi próbakövét a száműzetés, a bujdosás éveiben átélt szenvedések képezik.(…)
A lelkészét és tanítóját magával hordozó bujdosók először az ohati pusztán bujdostak egy ideig, majd a Vay-család birtokán, Csege alatt Hortobágyot a Tiszával összekötő Árkusnak nevezett csatorna partján nyertek ideiglenes menedékhelyet.(…)
Az Árkus-partján megnyervén az ideiglenes letelepedési engedélyt, földbeásott pinceszerű magánlakásokat, lelkészlakot és templomot pedig deszkából készített a bujdosó csapat. Az első istentisztelet itt 1775. április 17-én tartatott.Ezt az első menedékhelyet Lógernak, az egyházat pedig még mindig egyeki - de számkivetésbe lévő - egyháznak nevezték( >>exúlante ecclésia ad árkus<< ) az üldözöttek.(…)
Hosszú 12 éven át nyomorgott, szenvedett itt a nép, mígnem 1778 Bőjtmáshava 13-ik napján, gróf Teleki Sámuel utján, a királyi felséghez benyujtott kérvényükre megjött végre a szenvedésektől megszabadító válasz, mely szerint a kiüldözött egyekieknek és kárádiaknak letelepedési helyül Arad-megye >>Peregul-mic (Kispereg)<< nevű pusztája adományoztatott.(…)
Volt tehát most már állandóbb jellegű hazája a bujdosóknak, azonban a szenvedések és megpróbáltatások azért az új haza küszöbén sem szüntek meg,(…).
Hogy milyenek voltak s miben állottak ezen szenvedések, melyeket a kiüldözöttek az ohati pusztán, az Árkusnál és Peregul-mic (Kispereg)-pusztán a gödörfalvakban kiállottak, az megírva sehol sincs, de azért teljes biztossággal meghatározhatjuk azokat. (részlet Szondy Géza – Peregul Mic község és református egyház történetéből)”

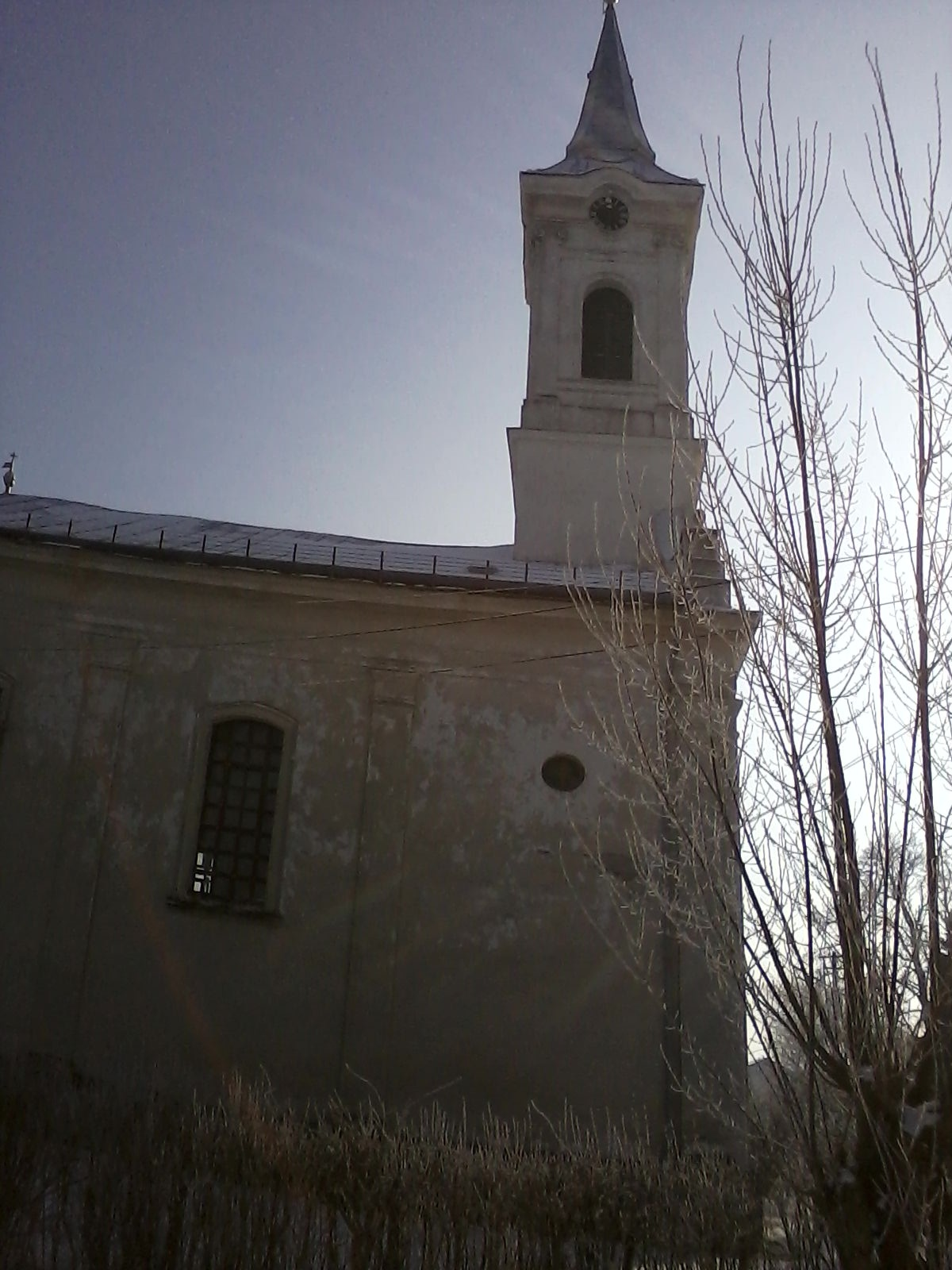
Kispereg
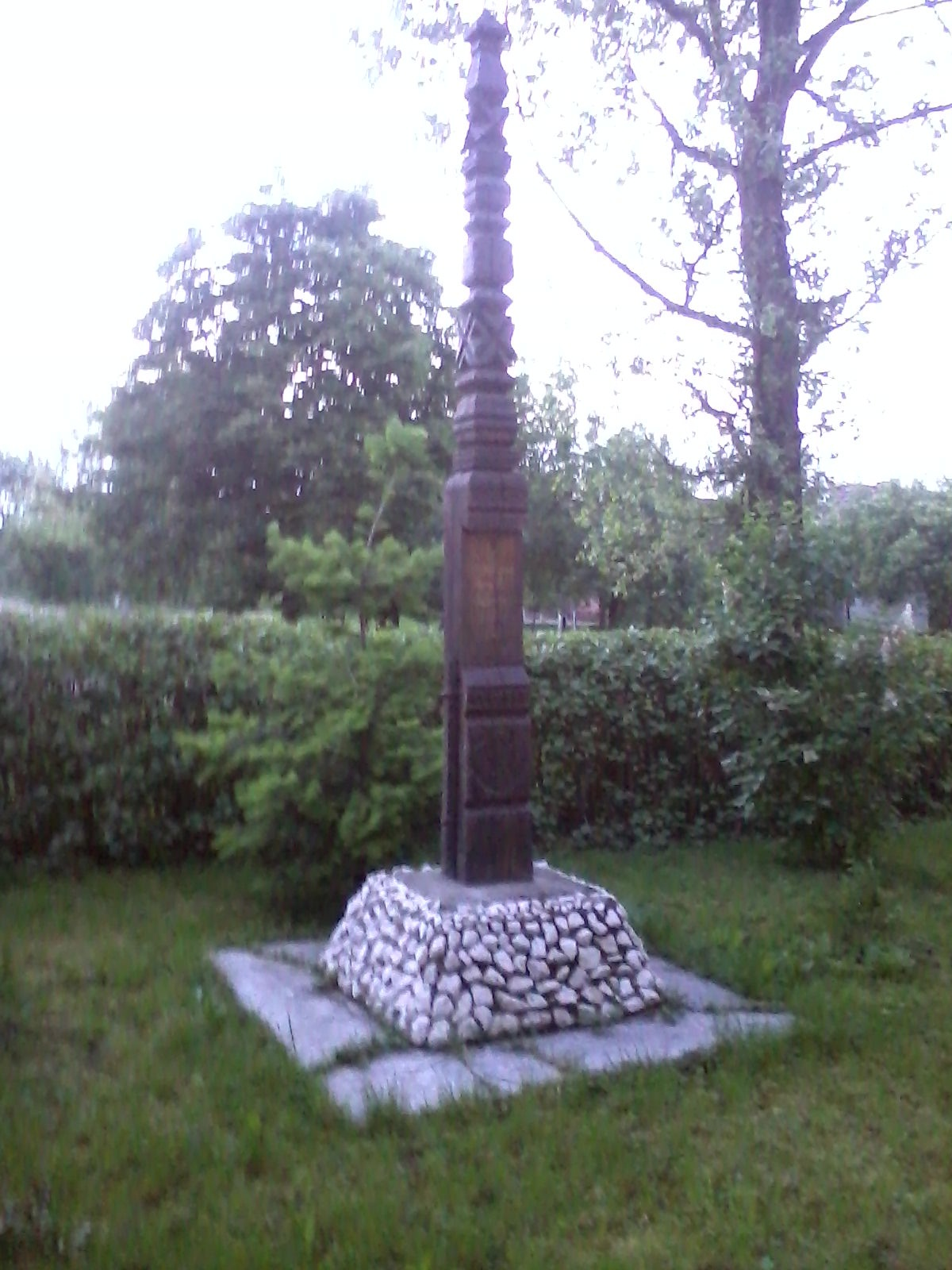
Kopjafa a templomkertben
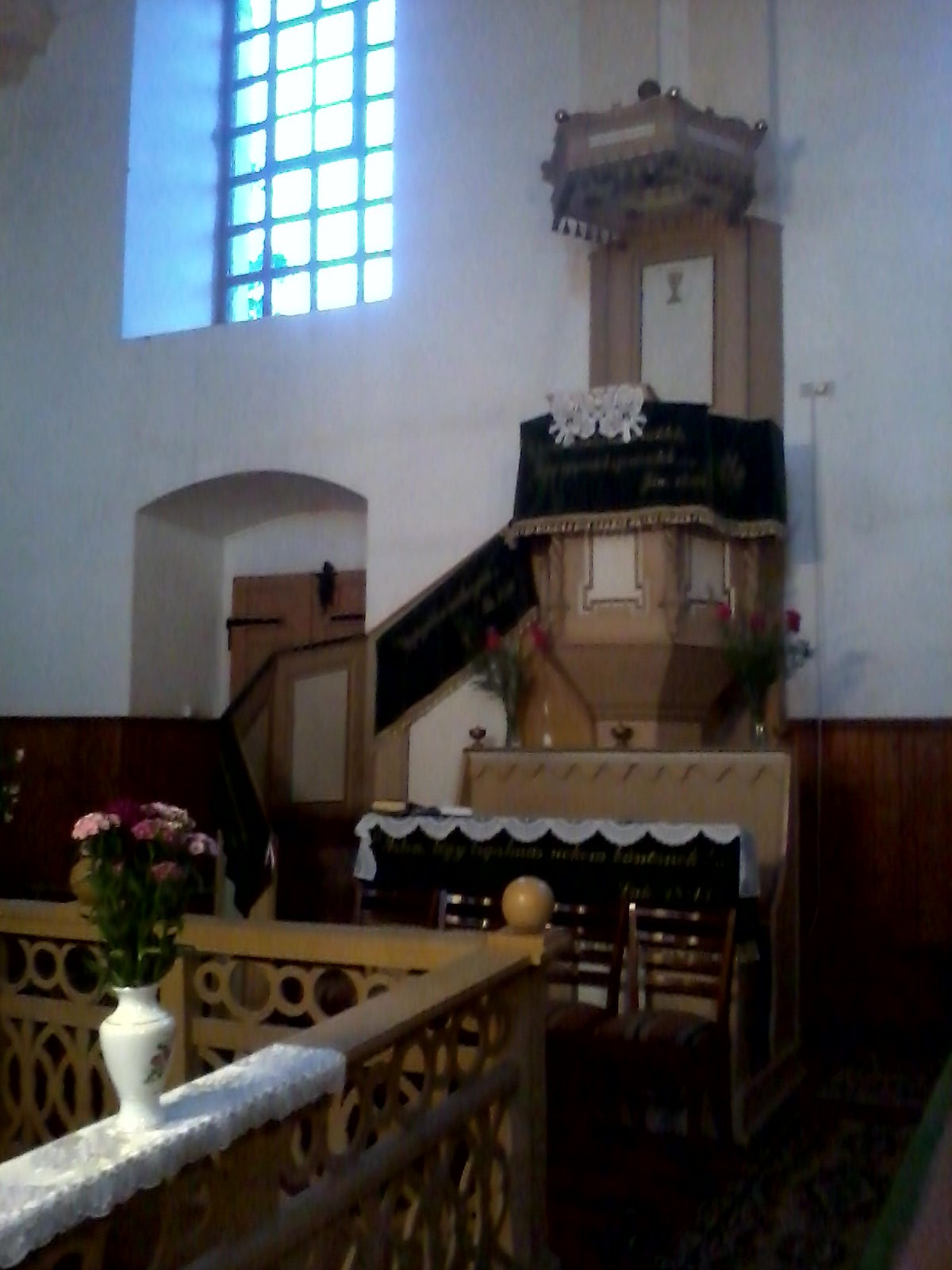
Szószék
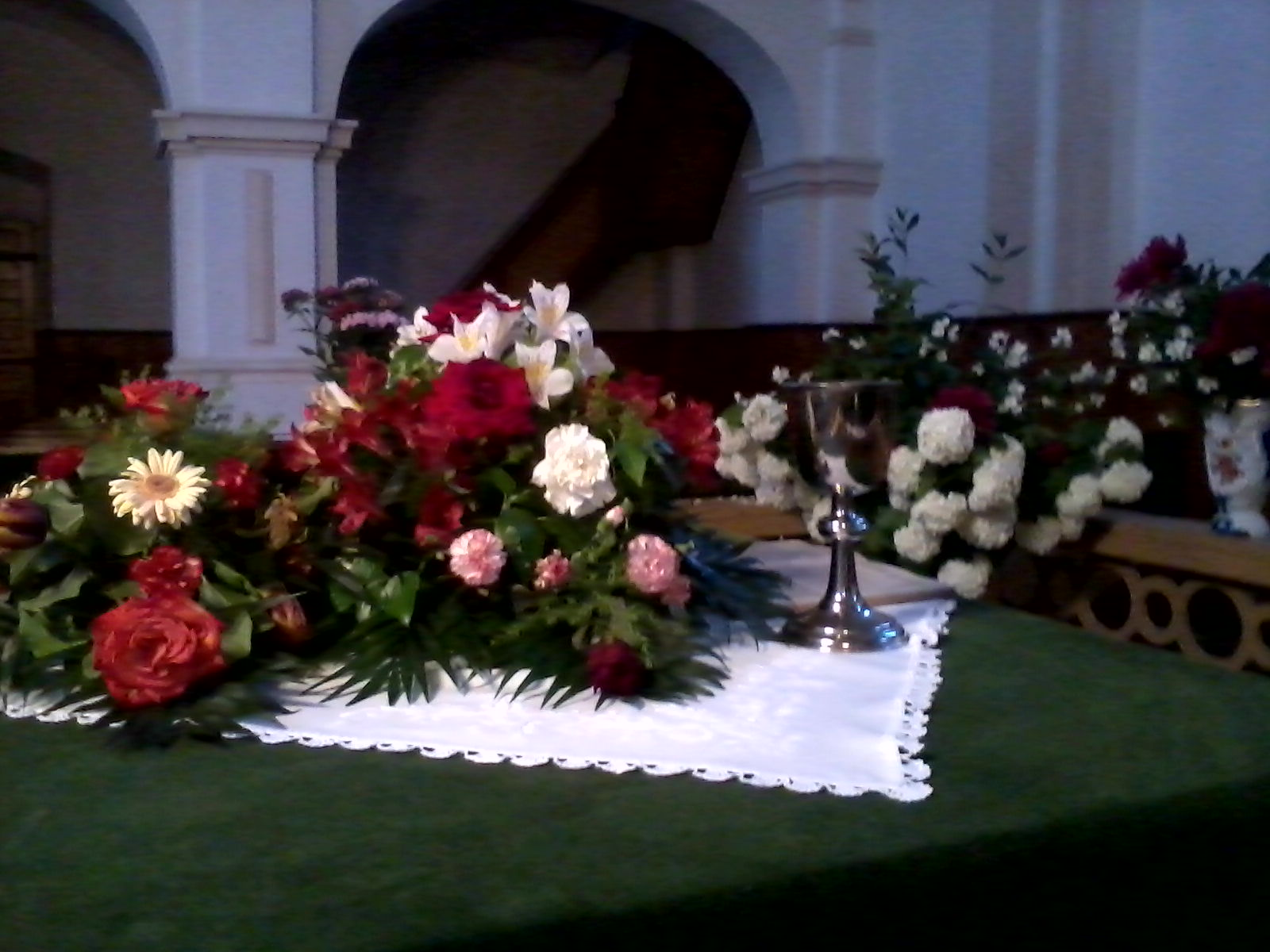
Az Úr asztala
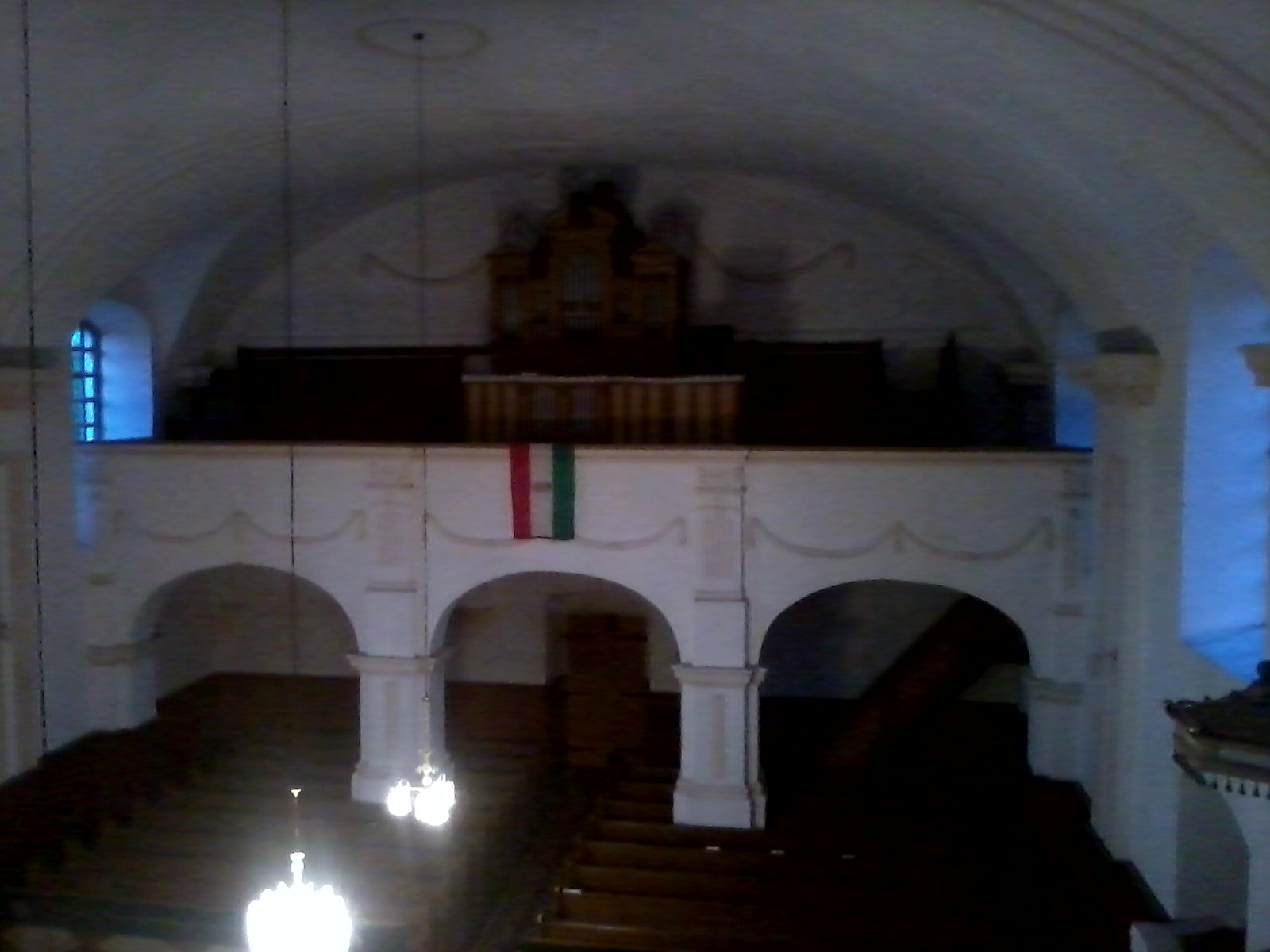
Temploma belülről
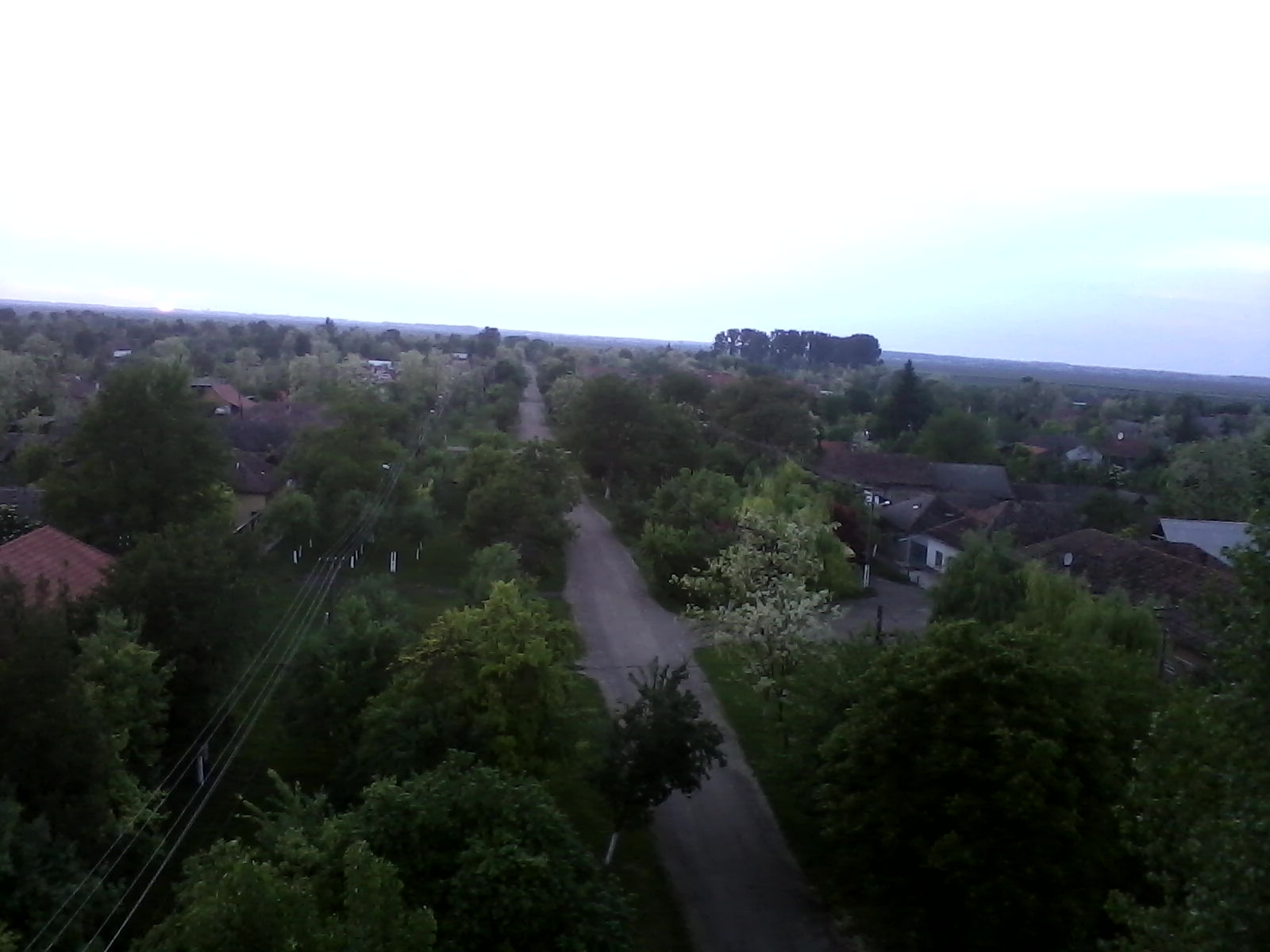
Út Peregen